# Görlitzer Bahnhof
Görlitzer Bahnhof är en tunnelbanestation i Berlin som ligger i stadsdelen Kreuzberg. Området är känt för sitt nattliv med många barer och klubbar. Stationen är uppkallad efter en stor järnvägsstation av säckstationstyp som tidigare låg i närheten, dit alla tåg från sydöst hade sin slutstation.

## Bilder

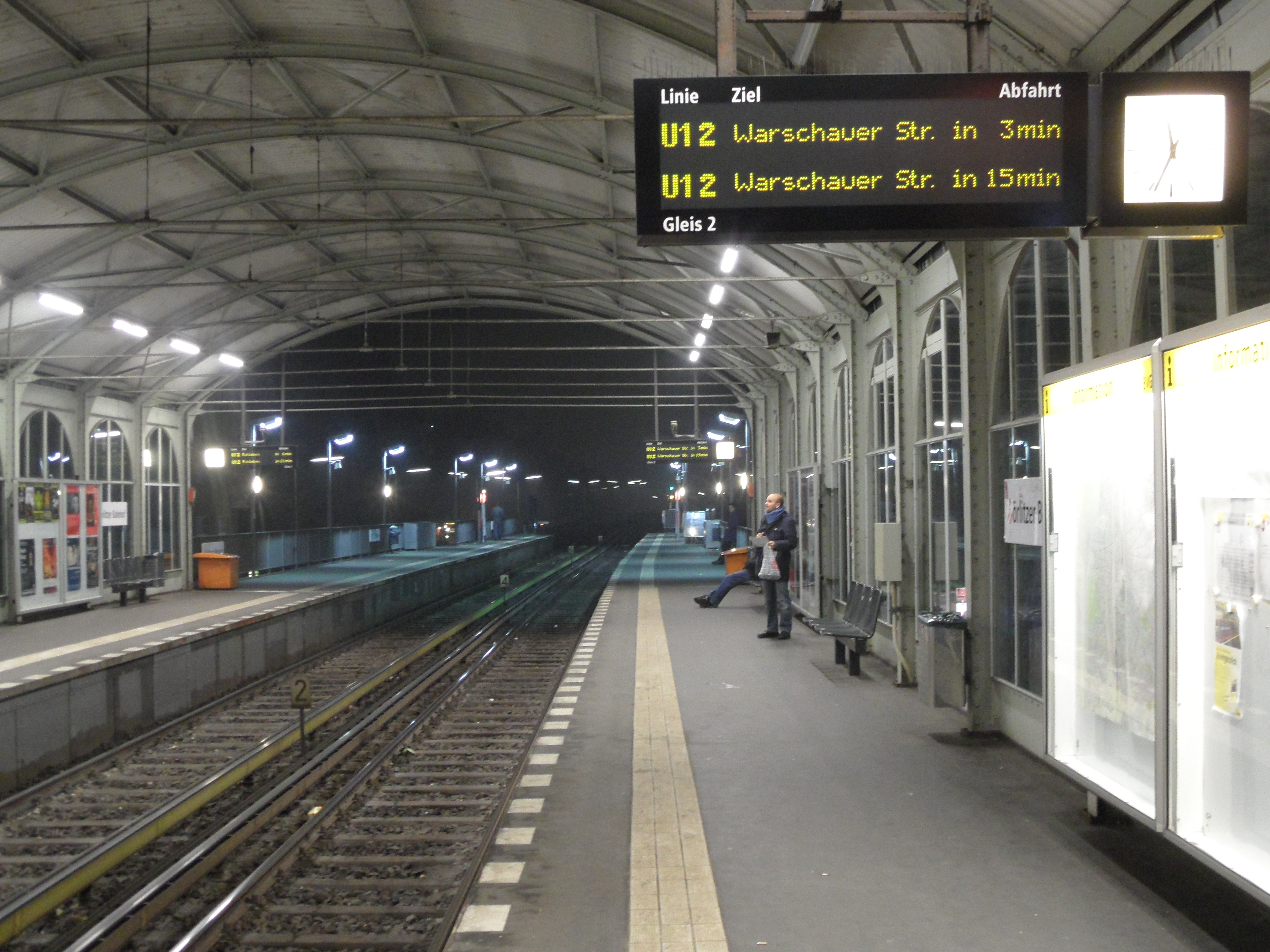
Görlitzer Bahnhof perronger
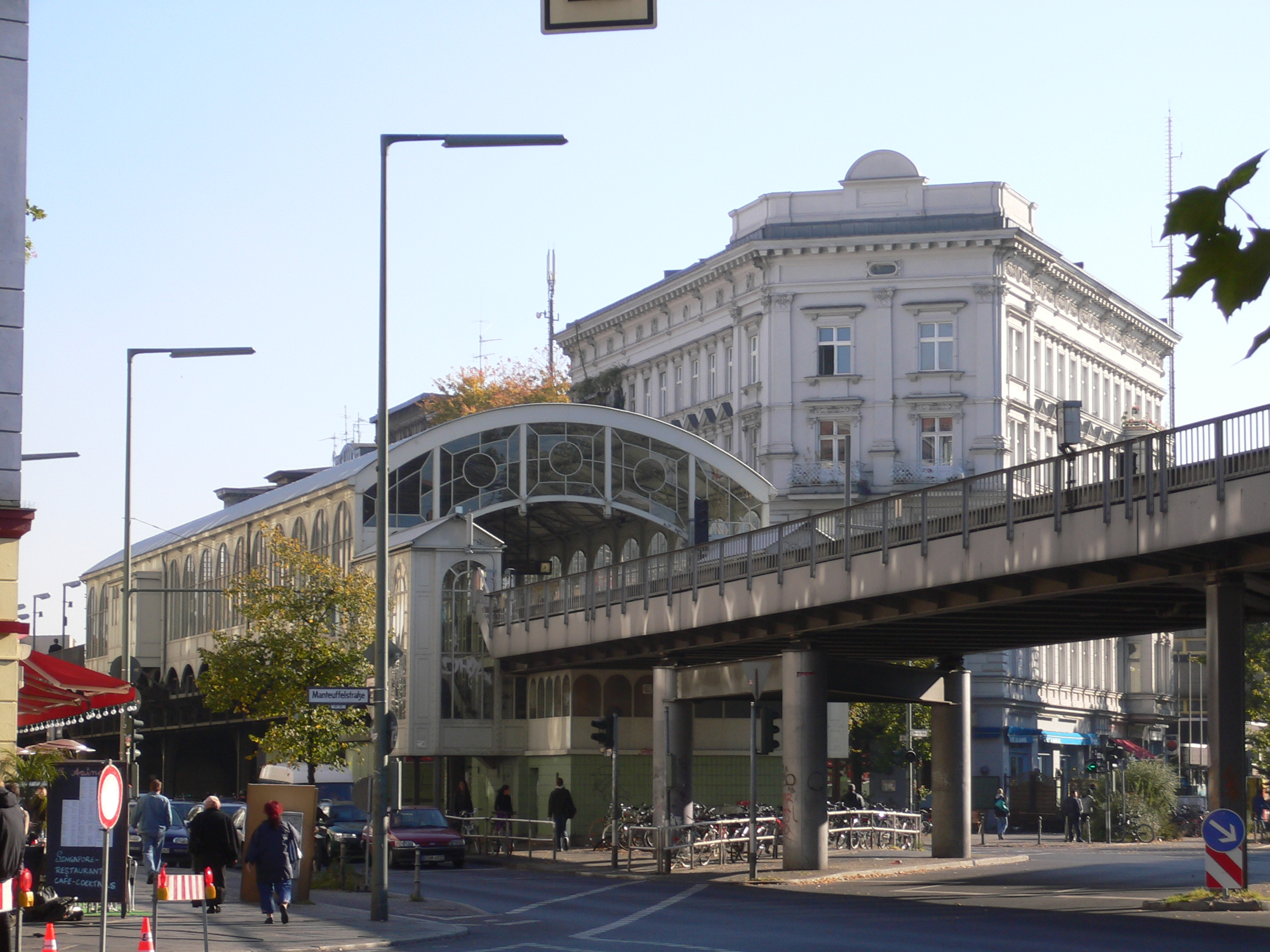
Görlitzer Bahnhof 2005
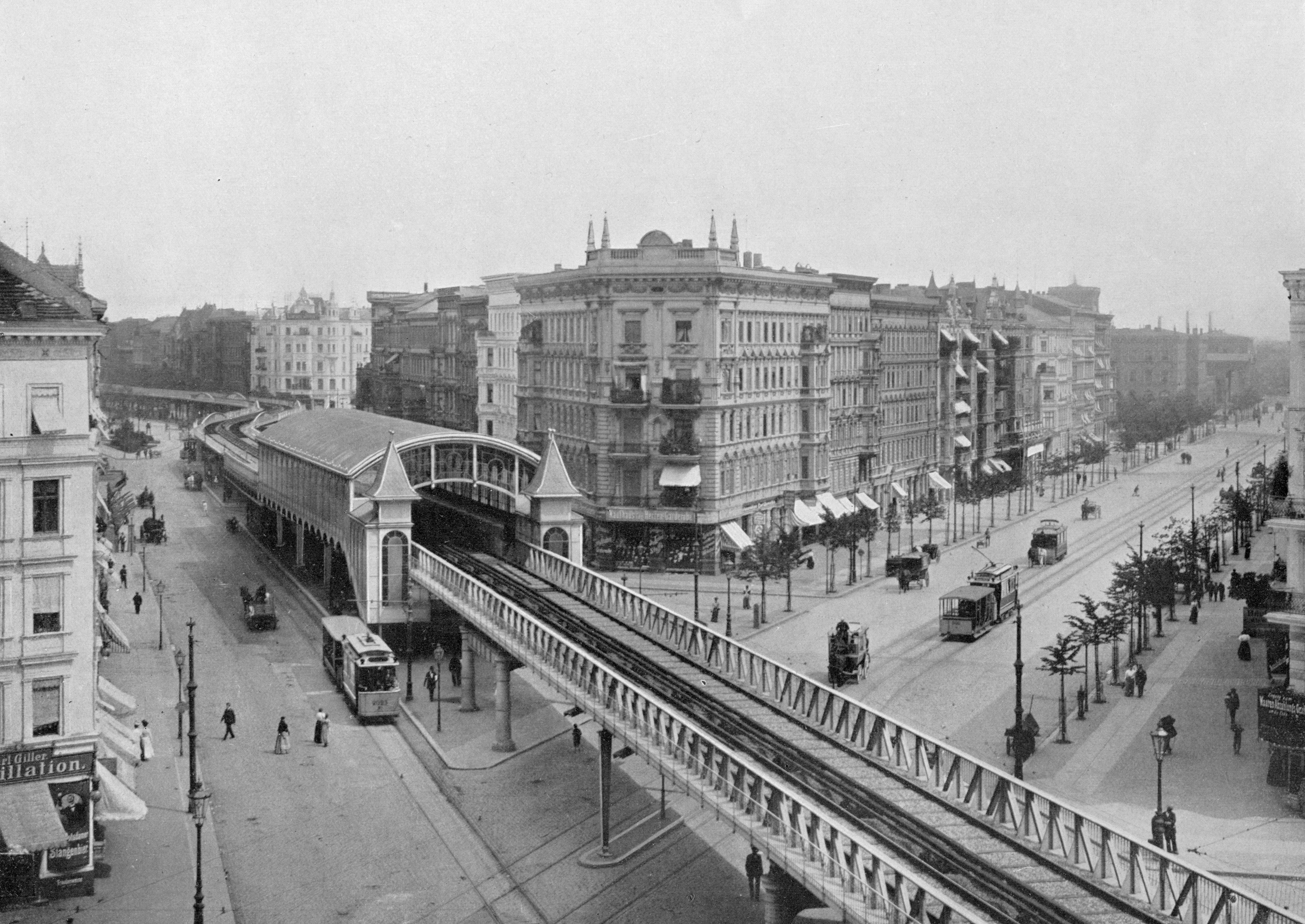
Görlitzer Bahnhof U-Bahn 1902
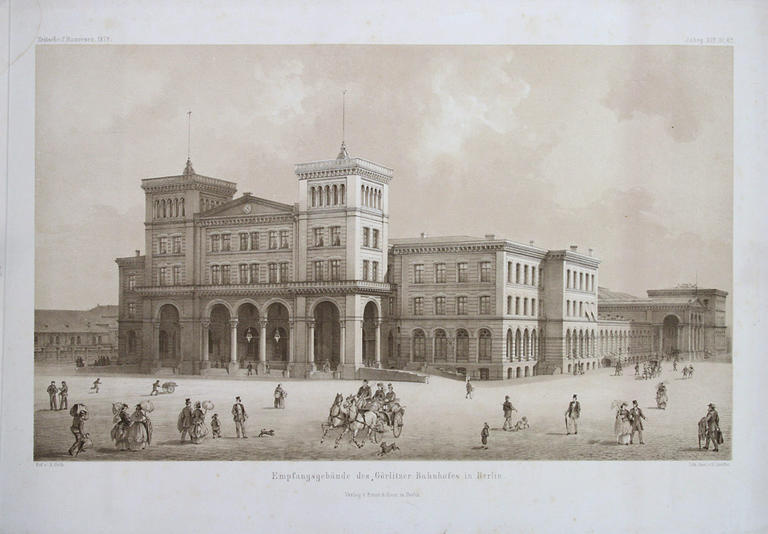
Görlitzer Bahnhof stationshus för järnvägen år 1872.